# تيموثي إغان
تيموثي إغان (بالإنجليزية: Timothy Egan)‏ هو صحفي وكاتب أمريكي، ولد في 8 نوفمبر 1954 في سياتل في الولايات المتحدة.